# أكشاك
أكشاك هي مدينة قديمة في بلاد سومر، كانت تقع شمال موقع مدينة أكد، بعض المؤرخين ينسبونها إلى بابل القديمة، موقعها غير محدد، الكتابات القديمة كانت تشير إلى وقوعها بين نهري دجلة والفرات حيث كانت قريبة من مدينة كيش، مقع مدينة اكشاك يسمى حاليا تل عمر، ويقال بأن موقعها كان في مدينة سلوقية (المدائن حاليا) التي تقع جنوب شرق العاصمة بغداد.

## التاريخ
اكشاك ظهرت من خلال النصوص قبل حوالي اعوام 2500 ق م، في النص السومري الذي يذكر حلم دوموزيد، ومن ملوك هذه المدينة حسب قائمة الملوك السومريين التي تضمنت اسم اونزي وأوندالولو وأورورو وبوزور-نيراه واشو الثاني وشو سين ملوك اكشاك.
بوزور نيراه هو مؤسس سلالة اكشاك وبوزور نيراه هو زوج الملكة كوغ-باو ملكة كيش، أكشاك أيضا تمت الإشارة إليها من بعض الألواح من مملكة إبلا التي تقع في سوريا والتي كانت تعود إلى عام 2350 ق م، ويقال بأن اكشاك كانت تربطها علاقات مع مملكة اوما وقد ذكر بأن الملك الاكدي شار كالي شاري قام بحمايتها من هجمة من العيلاميون.